# Buruienești (okręg Jassy)
Buruienești – wieś w Rumunii, w okręgu Jassy, w gminie Bivolari. W 2011 roku liczyła 223 mieszkańców.